# Gesamtanlage Altstadt Wangen im Allgäu

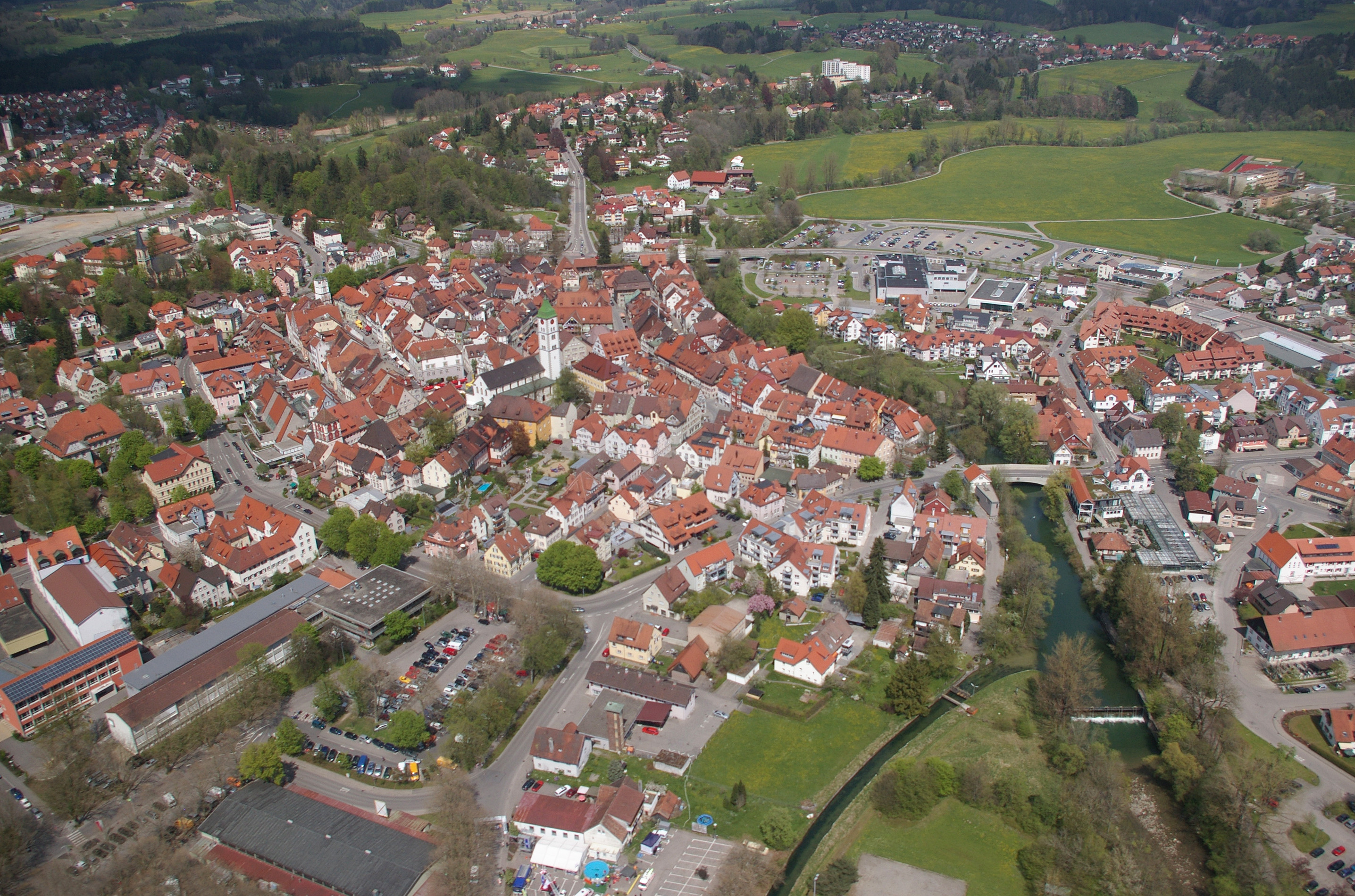
Luftbild der Altstadt von Wangen

Die Gesamtanlage Altstadt Wangen im Allgäu ist ein denkmalgeschütztes Ensemble in Wangen im Allgäu im Landkreis Ravensburg in Baden-Württemberg. Geschützt ist seit 1976 der weitgehend erhaltene mittelalterliche Stadtgrundriss. 

## Allgemeines
Gesamtanlagen schützen gemäß § 19 Denkmalschutzgesetz Baden-Württemberg Straßen-, Platz- und Ortsbilder, an deren Erhaltung aus wissenschaftlichen, künstlerischen oder heimatgeschichtlichen Gründen ein besonderes öffentliches Interesse besteht. Geschützt ist das überlieferte Erscheinungsbild der Gesamtanlage mit seinen Bestandteilen und Merkmalen. Neben Bauwerken zählen dazu auch Straßen- und Platzräume oder Grün- und Freiflächen. Schützenswert können außerdem die topographische Lage, der Ortsgrundriss oder eine Stadtsilhouette sein. Der Gesamtanlagenschutz umfasst bei Gebäuden nur die von außen sichtbaren Teile; bei Kulturdenkmalen innerhalb der Gesamtanlage, die zusätzlich nach anderen Bestimmungen des Gesetzes geschützt sind, ist darüber hinaus auch das Innere Gegenstand des Denkmalschutzes.

## Beschreibung
Geschützt wird das im Mittelalter entstandene und in seinem Charakter erhaltengebliebene sowie in seiner historischen Abgrenzung noch heute klar erkennbare Ortsbild der ehemaligen oberschwäbischen Reichsstadt. Die Hauslandschaft der staufischen Oberstadt ist vor allem durch Gebäude des 16. Jahrhunderts geprägt, die nach dem Stadtbrand von 1539 errichtet wurden. Die im späten 14. Jahrhundert angelegte Unterstadt wurde mehrfach von Bränden heimgesucht, so dass die Gebäude hier in die Zeit vom 15. bis 19. Jahrhundert datieren. Die Altstadt hat sich ihre ursprüngliche Silhouette und Struktur bewahrt. Das Stadtbild bestimmen noch immer die Türme der Pfarrkirche und der Stadtbefestigung und das Nebeneinander von repräsentativer Bebauung an Markt und Postplatz, stattliche Bürgerhäuser an den zentralen Achsen der Oberstadt und kleinteilige Bebauung an den Nebenstraßen und in der Unterstadt.  
Teile der Gesamtanlage Wangen:

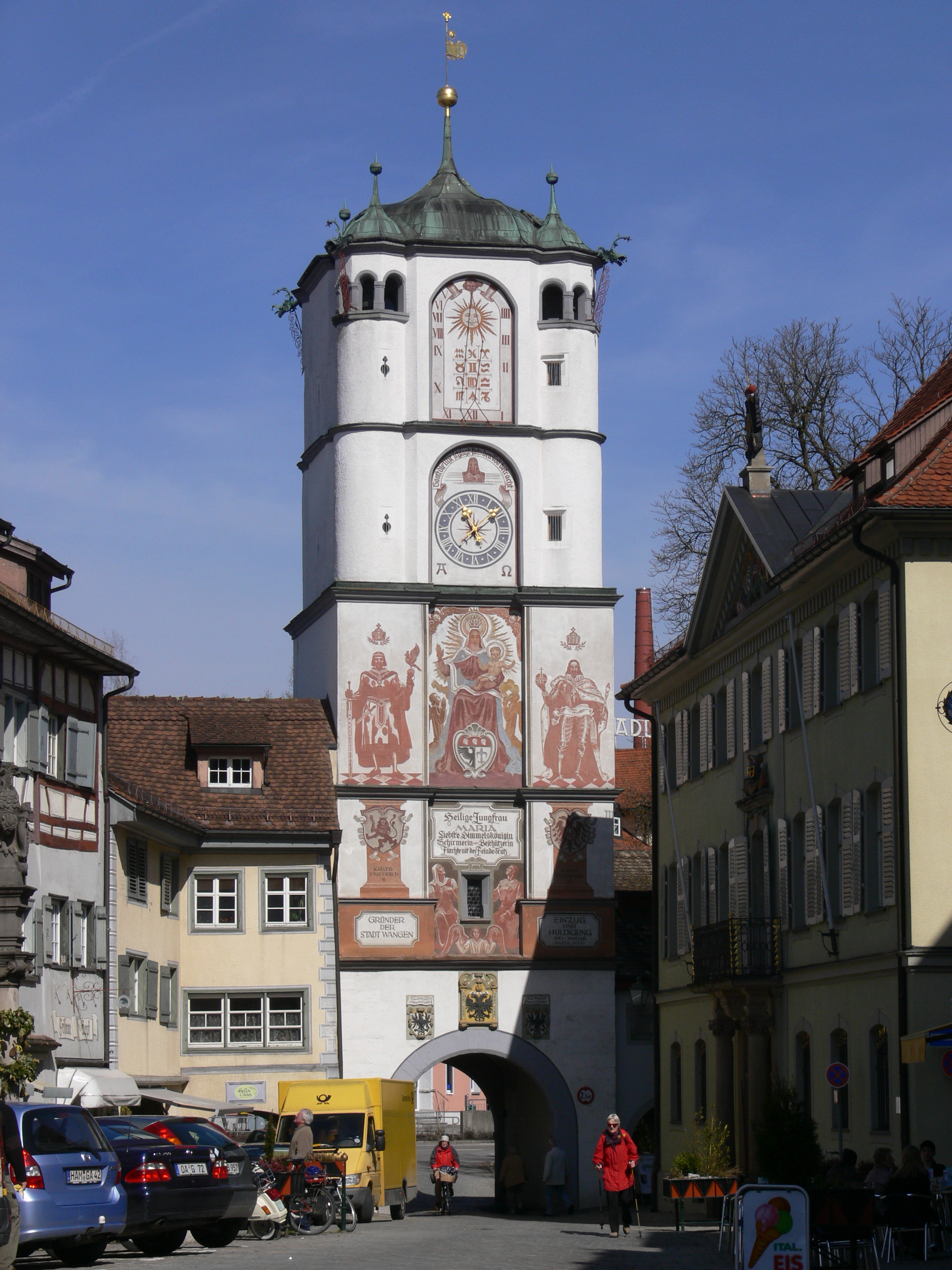
Frauentor
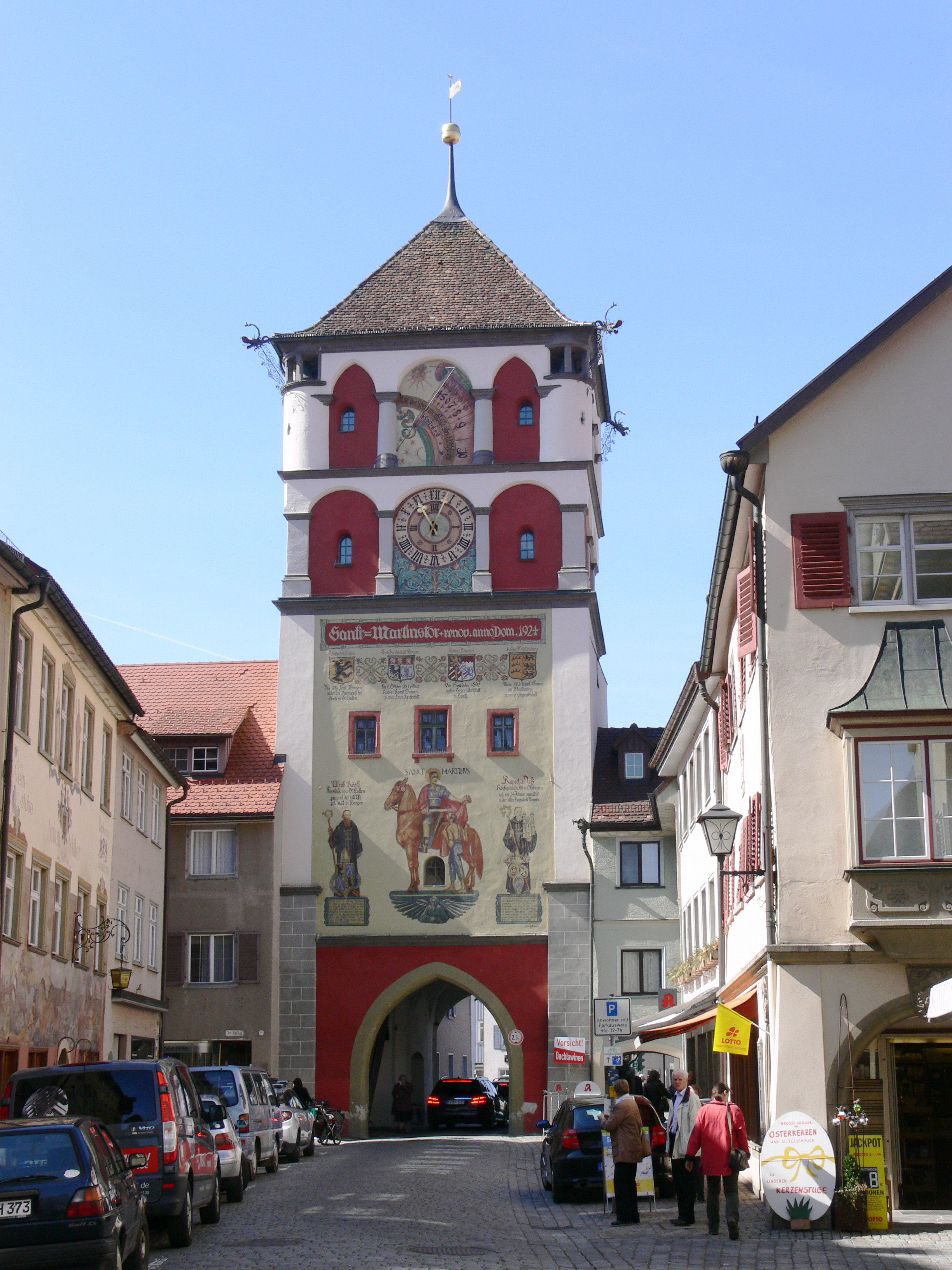
Martinstor
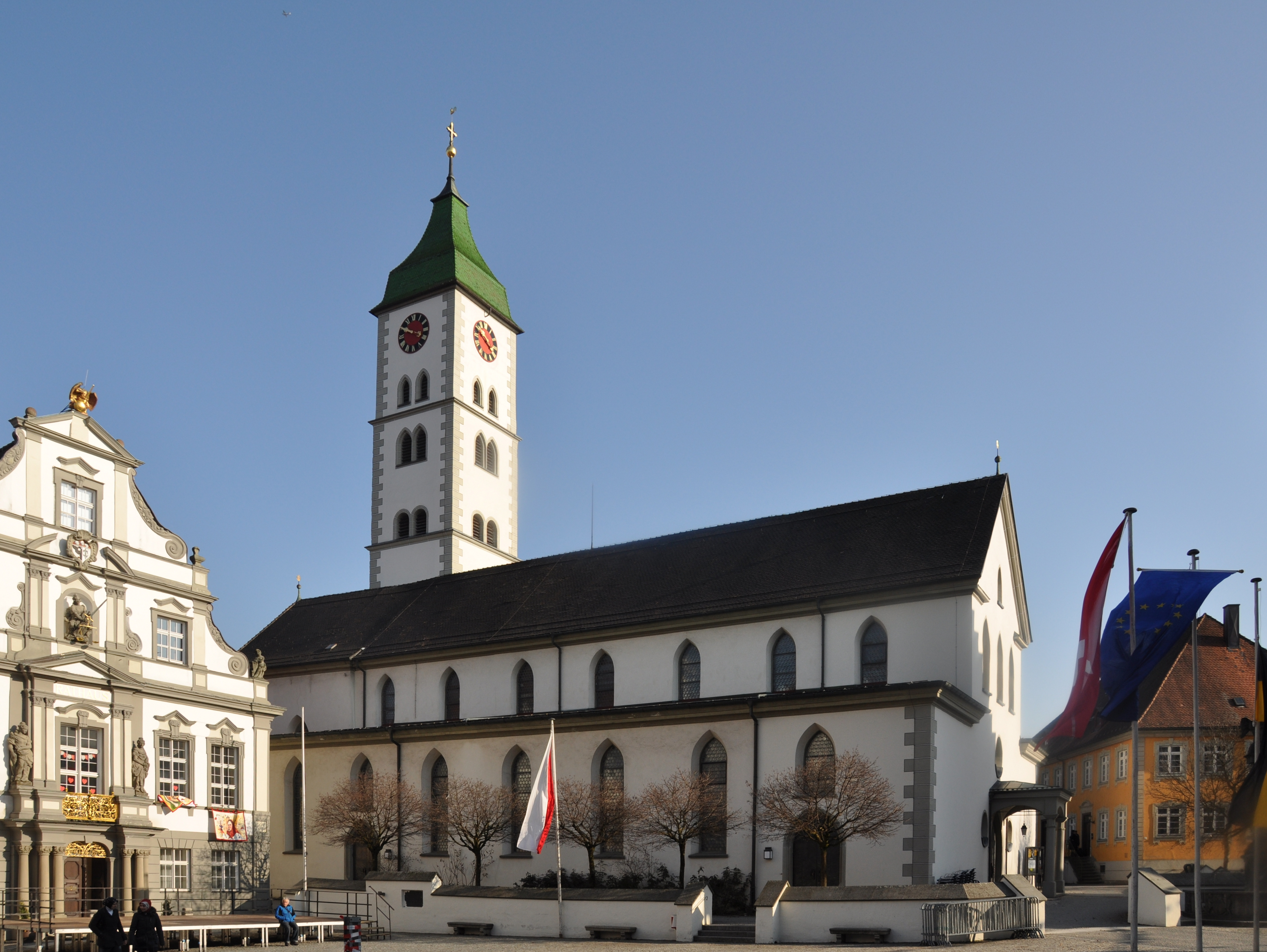
Pfarrkirche St Martin
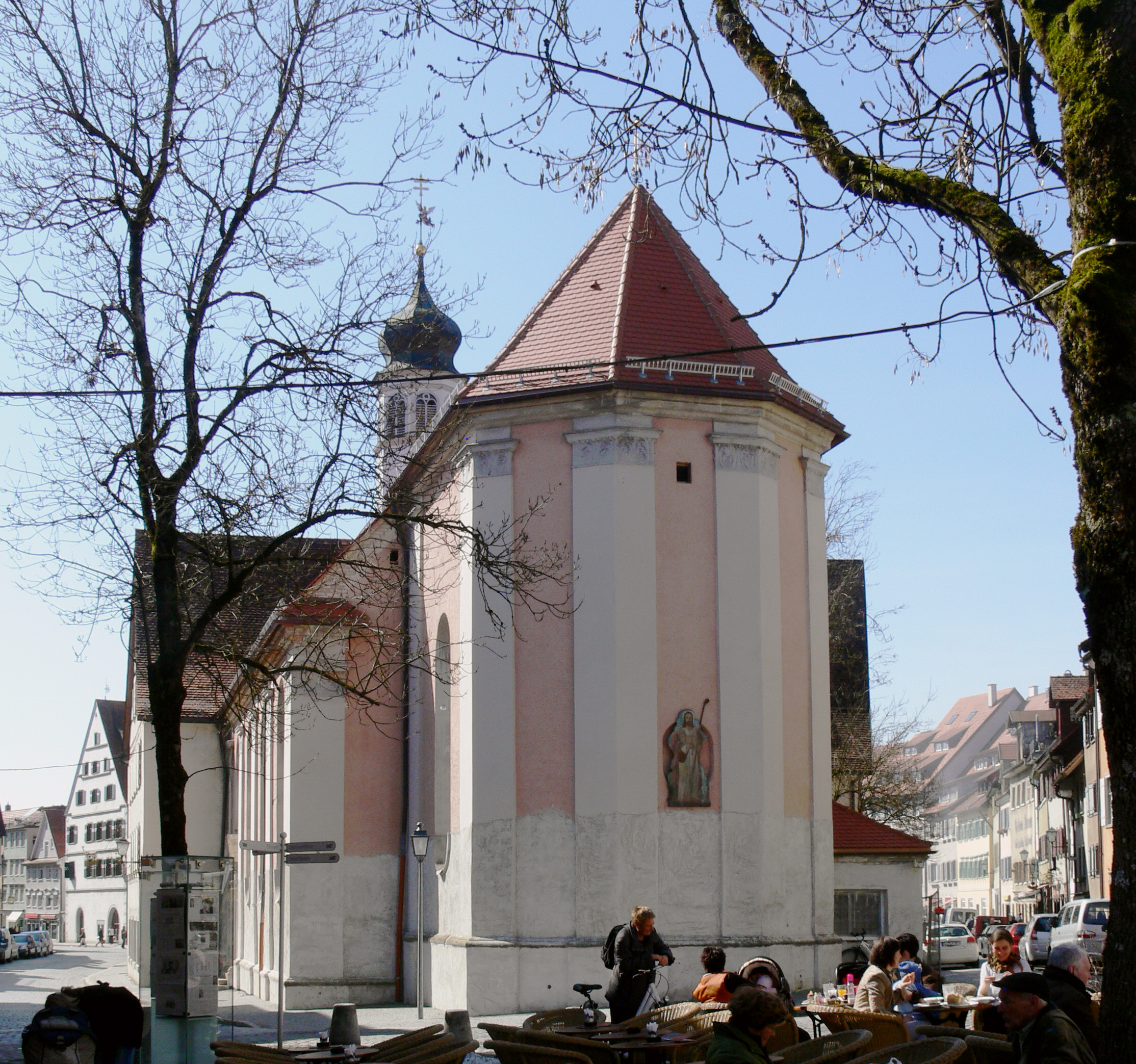
Spitalkirche